# Каранское месторождение (Башкортостан)
Каранское месторождение известняка в Башкортостане для производства кальцинированной соды. Находится в районе деревни Саитбаба Гафурийского района. Известен стал как альтернативный источник ресурса для предприятия «Сода», планирующий разработать стерлитамакские шиханы Юрактау и/или Тратау. Запас 200 млн. тонн